# Вулиця Якова Батюка
Ву́лиця Я́кова Батюка́ — зникла вулиця, що існувала в Московському (нині Голосіївському) районі міста Києва, місцевість Деміївка. Пролягала від  проспекту Сорокаріччя Жовтня (нині Голосіївський проспект) (приблизно від будинку № 19) до Голосіївської вулиці (приблизно будинок № 14).
Прилучалися вулиці Данила Нечая, Шевська та провулок Якова Батюка.

## Історія
Вулиця виникла наприкінці XIX століття під назвою Комісіатська, з 1965 року — вулиця Якова Батюка, на честь Героя Радянського Союзу, керівника комсомольського підпілля у Ніжині під час німецько-радянської війни Якова Батюка. Ліквідована разом із навколишньою малоповерховою забудовою 1981 року.
Разом з тим, серед мешканців довколишніх районів можна й досі почути вживання назви «на Батюка» стосовно зупинки громадського транспорту «Деміївський провулок» (у минулому — «провулок Батюка»).